# Eleições legislativas de 2011 na Amadora

## Resultados Oficiais
| Partido                 | Partido                               | Votos   | %               | +/-   |
| ----------------------- | ------------------------------------- | ------- | --------------- | ----- |
|                         | Partido Socialista                    | 27 955  | 31,59 / 100,00  | 7,24  |
|                         | Partido Social Democrata              | 26 301  | 29,72 / 100,00  | 8,83  |
|                         | CDS – Partido Popular                 | 10 779  | 12,18 / 100,00  | 1,93  |
|                         | Coligação Democrática Unitária        | 9 912   | 11,20 / 100,00  | 0,54  |
|                         | Bloco de Esquerda                     | 5 268   | 5,95 / 100,00   | 5,48  |
|                         | Partido pelos Animais e pela Natureza | 1 220   | 1,38 / 100,00   | Novo  |
|                         | PCTP/MRPP                             | 1 177   | 1,33 / 100,00   | 0,39  |
|                         | Outros                                | 2 370   | 2,68 / 100,00   |       |
| Votos Inválidos         | Votos Inválidos                       | 3 508   | 3,96 / 100,00   | 0,63  |
| Total                   | Total                                 | 88 490  | 100,00 / 100,00 |       |
| Eleitorado/Participação | Eleitorado/Participação               | 144 699 | 61,15 / 100,00  | 0,51  |
| Fonte                   | Fonte                                 | [ 1 ]   | [ 1 ]           | [ 1 ] |

## Resultados por Freguesia
Os resultados seguintes referem-se aos partidos que obtiveram mais de 1,00% dos votos:
| Freguesia  | %     | %     | %     | %     | %    | %    | %    | Votantes |
| Freguesia  | PS    | PSD   | CDS   | CDU   | BE   | PAN  | PCTP | Votantes |
| ---------- | ----- | ----- | ----- | ----- | ---- | ---- | ---- | -------- |
| Alfornelos | 28,82 | 34,65 | 11,63 | 8,20  | 6,94 | 1,63 | 1,06 | 5 660    |
| Alfragide  | 19,68 | 43,69 | 17,83 | 5,25  | 5,57 | 1,45 | 0,49 | 5 299    |
| Brandoa    | 36,63 | 23,29 | 9,27  | 14,68 | 5,30 | 1,34 | 1,90 | 7 856    |
| Buraca     | 34,08 | 25,87 | 12,35 | 11,07 | 6,37 | 1,27 | 1,81 | 7 310    |
| Damaia     | 33,91 | 29,00 | 10,80 | 11,41 | 6,00 | 1,33 | 1,17 | 11 114   |
| Falagueira | 34,71 | 25,22 | 10,28 | 15,81 | 5,62 | 1,08 | 1,51 | 7 424    |
| Mina       | 31,98 | 29,09 | 12,27 | 11,67 | 5,56 | 1,38 | 1,47 | 9 502    |
| Reboleira  | 30,24 | 31,76 | 12,90 | 10,08 | 6,32 | 1,37 | 1,18 | 7 877    |
| São Brás   | 30,39 | 28,60 | 13,41 | 10,32 | 6,59 | 1,57 | 1,39 | 11 187   |
| Venda Nova | 35,50 | 25,34 | 11,93 | 11,76 | 6,18 | 1,30 | 1,58 | 4 609    |
| Venteira   | 29,19 | 33,56 | 12,67 | 10,96 | 5,31 | 1,41 | 1,00 | 10 652   |
| Amadora    | 31,59 | 29,72 | 12,18 | 11,20 | 5,95 | 1,38 | 1,33 | 88 490   |

#### Alfornelos
| Partido                 | Partido                               | Votos | %               | +/-   |
| ----------------------- | ------------------------------------- | ----- | --------------- | ----- |
|                         | Partido Social Democrata              | 1 961 | 34,65 / 100,00  | 11,18 |
|                         | Partido Socialista                    | 1 631 | 28,82 / 100,00  | 8,79  |
|                         | CDS – Partido Popular                 | 658   | 11,63 / 100,00  | 1,29  |
|                         | Coligação Democrática Unitária        | 464   | 8,20 / 100,00   | 0,23  |
|                         | Bloco de Esquerda                     | 393   | 6,94 / 100,00   | 5,85  |
|                         | Partido pelos Animais e pela Natureza | 92    | 1,64 / 100,00   | Novo  |
|                         | PCTP/MRPP                             | 60    | 1,06 / 100,00   | 0,25  |
|                         | Outros                                | 124   | 2,19 / 100,00   |       |
| Votos Inválidos         | Votos Inválidos                       | 277   | 4,90 / 100,00   | 0,88  |
| Total                   | Total                                 | 5 660 | 100,00 / 100,00 |       |
| Eleitorado/Participação | Eleitorado/Participação               | 9 190 | 61,59 / 100,00  | 0,96  |

#### Alfragide
| Partido                 | Partido                               | Votos | %               | +/-   |
| ----------------------- | ------------------------------------- | ----- | --------------- | ----- |
|                         | Partido Social Democrata              | 2 315 | 43,69 / 100,00  | 9,86  |
|                         | Partido Socialista                    | 1 043 | 19,68 / 100,00  | 11,67 |
|                         | CDS – Partido Popular                 | 945   | 17,83 / 100,00  | 4,28  |
|                         | Bloco de Esquerda                     | 295   | 5,57 / 100,00   | 3,69  |
|                         | Coligação Democrática Unitária        | 278   | 5,25 / 100,00   | 0,30  |
|                         | Partido pelos Animais e pela Natureza | 77    | 1,45 / 100,00   | Novo  |
|                         | Outros                                | 137   | 2,58 / 100,00   |       |
| Votos Inválidos         | Votos Inválidos                       | 209   | 3,95 / 100,00   | 0,60  |
| Total                   | Total                                 | 5 299 | 100,00 / 100,00 |       |
| Eleitorado/Participação | Eleitorado/Participação               | 7 187 | 73,73 / 100,00  | 3,08  |

#### Brandoa
| Partido                 | Partido                               | Votos  | %               | +/-  |
| ----------------------- | ------------------------------------- | ------ | --------------- | ---- |
|                         | Partido Socialista                    | 2 878  | 36,63 / 100,00  | 6,00 |
|                         | Partido Social Democrata              | 1 830  | 23,29 / 100,00  | 8,49 |
|                         | Coligação Democrática Unitária        | 1 153  | 14,68 / 100,00  | 1,09 |
|                         | CDS – Partido Popular                 | 728    | 9,27 / 100,00   | 0,30 |
|                         | Bloco de Esquerda                     | 416    | 5,30 / 100,00   | 4,68 |
|                         | PCTP/MRPP                             | 149    | 1,90 / 100,00   | 0,80 |
|                         | Partido pelos Animais e pela Natureza | 105    | 1,34 / 100,00   | Novo |
|                         | Outros                                | 295    | 3,74 / 100,00   |      |
| Votos Inválidos         | Votos Inválidos                       | 302    | 3,85 / 100,00   | 0,17 |
| Total                   | Total                                 | 7 856  | 100,00 / 100,00 |      |
| Eleitorado/Participação | Eleitorado/Participação               | 14 106 | 55,69 / 100,00  | 0,29 |

#### Buraca
| Partido                 | Partido                               | Votos  | %               | +/-  |
| ----------------------- | ------------------------------------- | ------ | --------------- | ---- |
|                         | Partido Socialista                    | 2 491  | 34,08 / 100,00  | 6,32 |
|                         | Partido Social Democrata              | 1 891  | 25,87 / 100,00  | 7,30 |
|                         | CDS – Partido Popular                 | 903    | 12,35 / 100,00  | 2,11 |
|                         | Coligação Democrática Unitária        | 809    | 11,07 / 100,00  | 0,83 |
|                         | Bloco de Esquerda                     | 466    | 6,37 / 100,00   | 4,57 |
|                         | PCTP/MRPP                             | 132    | 1,81 / 100,00   | 0,63 |
|                         | Partido pelos Animais e pela Natureza | 93     | 1,27 / 100,00   | Novo |
|                         | Outros                                | 195    | 2,67 / 100,00   |      |
| Votos Inválidos         | Votos Inválidos                       | 330    | 4,51 / 100,00   | 0,63 |
| Total                   | Total                                 | 7 310  | 100,00 / 100,00 |      |
| Eleitorado/Participação | Eleitorado/Participação               | 12 881 | 56,75 / 100,00  | 0,34 |

#### Damaia
| Partido                 | Partido                               | Votos  | %               | +/-  |
| ----------------------- | ------------------------------------- | ------ | --------------- | ---- |
|                         | Partido Socialista                    | 3 769  | 33,91 / 100,00  | 7,02 |
|                         | Partido Social Democrata              | 3 223  | 29,00 / 100,00  | 8,25 |
|                         | Coligação Democrática Unitária        | 1 268  | 11,41 / 100,00  | 0,74 |
|                         | CDS – Partido Popular                 | 1 200  | 10,80 / 100,00  | 2,22 |
|                         | Bloco de Esquerda                     | 667    | 6,00 / 100,00   | 5,51 |
|                         | Partido pelos Animais e pela Natureza | 148    | 1,33 / 100,00   | Novo |
|                         | PCTP/MRPP                             | 130    | 1,17 / 100,00   | 0,21 |
|                         | Outros                                | 277    | 2,50 / 100,00   |      |
| Votos Inválidos         | Votos Inválidos                       | 432    | 3,89 / 100,00   | 0,96 |
| Total                   | Total                                 | 11 114 | 100,00 / 100,00 |      |
| Eleitorado/Participação | Eleitorado/Participação               | 17 395 | 63,89 / 100,00  | 0,83 |

#### Falagueira
| Partido                 | Partido                               | Votos  | %               | +/-  |
| ----------------------- | ------------------------------------- | ------ | --------------- | ---- |
|                         | Partido Socialista                    | 2 577  | 34,71 / 100,00  | 6,49 |
|                         | Partido Social Democrata              | 1 872  | 25,22 / 100,00  | 9,03 |
|                         | Coligação Democrática Unitária        | 1 174  | 15,81 / 100,00  | 0,60 |
|                         | CDS – Partido Popular                 | 763    | 10,28 / 100,00  | 1,06 |
|                         | Bloco de Esquerda                     | 417    | 5,62 / 100,00   | 5,11 |
|                         | PCTP/MRPP                             | 112    | 1,51 / 100,00   | 0,36 |
|                         | Partido pelos Animais e pela Natureza | 80     | 1,08 / 100,00   | Novo |
|                         | Outros                                | 183    | 2,46 / 100,00   |      |
| Votos Inválidos         | Votos Inválidos                       | 246    | 3,31 / 100,00   | 0,59 |
| Total                   | Total                                 | 7 424  | 100,00 / 100,00 |      |
| Eleitorado/Participação | Eleitorado/Participação               | 12 245 | 60,63 / 100,00  | 1,01 |

#### Mina
| Partido                 | Partido                               | Votos  | %               | +/-  |
| ----------------------- | ------------------------------------- | ------ | --------------- | ---- |
|                         | Partido Socialista                    | 3 039  | 31,98 / 100,00  | 7,19 |
|                         | Partido Social Democrata              | 2 764  | 29,09 / 100,00  | 7,70 |
|                         | CDS – Partido Popular                 | 1 166  | 12,27 / 100,00  | 2,05 |
|                         | Coligação Democrática Unitária        | 1 109  | 11,67 / 100,00  | 0,52 |
|                         | Bloco de Esquerda                     | 528    | 5,56 / 100,00   | 4,90 |
|                         | PCTP/MRPP                             | 140    | 1,47 / 100,00   | 0,46 |
|                         | Partido pelos Animais e pela Natureza | 131    | 1,38 / 100,00   | Novo |
|                         | Outros                                | 273    | 2,88 / 100,00   |      |
| Votos Inválidos         | Votos Inválidos                       | 352    | 3,71 / 100,00   | 0,47 |
| Total                   | Total                                 | 9 502  | 100,00 / 100,00 |      |
| Eleitorado/Participação | Eleitorado/Participação               | 16 133 | 58,90 / 100,00  | 1,14 |

#### Reboleira
| Partido                 | Partido                               | Votos  | %               | +/-  |
| ----------------------- | ------------------------------------- | ------ | --------------- | ---- |
|                         | Partido Social Democrata              | 2 502  | 31,76 / 100,00  | 9,23 |
|                         | Partido Socialista                    | 2 382  | 30,24 / 100,00  | 6,89 |
|                         | CDS – Partido Popular                 | 1 016  | 12,90 / 100,00  | 1,91 |
|                         | Coligação Democrática Unitária        | 794    | 10,08 / 100,00  | 0,06 |
|                         | Bloco de Esquerda                     | 498    | 6,32 / 100,00   | 6,73 |
|                         | Partido pelos Animais e pela Natureza | 108    | 1,37 / 100,00   | Novo |
|                         | PCTP/MRPP                             | 93     | 1,18 / 100,00   | 0,23 |
|                         | Outros                                | 207    | 2,64 / 100,00   |      |
| Votos Inválidos         | Votos Inválidos                       | 277    | 3,51 / 100,00   | 0,49 |
| Total                   | Total                                 | 7 877  | 100,00 / 100,00 |      |
| Eleitorado/Participação | Eleitorado/Participação               | 12 935 | 60,90 / 100,00  | 0,44 |

#### São Brás
| Partido                 | Partido                               | Votos  | %               | +/-  |
| ----------------------- | ------------------------------------- | ------ | --------------- | ---- |
|                         | Partido Socialista                    | 3 400  | 30,39 / 100,00  | 6,79 |
|                         | Partido Social Democrata              | 3 200  | 28,60 / 100,00  | 8,88 |
|                         | CDS – Partido Popular                 | 1 500  | 13,41 / 100,00  | 1,82 |
|                         | Coligação Democrática Unitária        | 1 154  | 10,32 / 100,00  | 0,68 |
|                         | Bloco de Esquerda                     | 737    | 6,59 / 100,00   | 6,74 |
|                         | Partido pelos Animais e pela Natureza | 176    | 1,57 / 100,00   | Novo |
|                         | PCTP/MRPP                             | 156    | 1,39 / 100,00   | 0,44 |
|                         | Outros                                | 354    | 3,16 / 100,00   |      |
| Votos Inválidos         | Votos Inválidos                       | 510    | 4,56 / 100,00   | 1,18 |
| Total                   | Total                                 | 11 187 | 100,00 / 100,00 |      |
| Eleitorado/Participação | Eleitorado/Participação               | 17 788 | 62,89 / 100,00  | 0,48 |

#### Venda Nova
| Partido                 | Partido                               | Votos | %               | +/-  |
| ----------------------- | ------------------------------------- | ----- | --------------- | ---- |
|                         | Partido Socialista                    | 1 636 | 35,50 / 100,00  | 6,20 |
|                         | Partido Social Democrata              | 1 168 | 25,34 / 100,00  | 6,78 |
|                         | CDS – Partido Popular                 | 550   | 11,93 / 100,00  | 2,63 |
|                         | Coligação Democrática Unitária        | 542   | 11,76 / 100,00  | 0,18 |
|                         | Bloco de Esquerda                     | 285   | 6,18 / 100,00   | 5,84 |
|                         | PCTP/MRPP                             | 73    | 1,58 / 100,00   | 0,73 |
|                         | Partido pelos Animais e pela Natureza | 60    | 1,30 / 100,00   | Novo |
|                         | Outros                                | 139   | 3,01 / 100,00   |      |
| Votos Inválidos         | Votos Inválidos                       | 156   | 3,38 / 100,00   | 0,13 |
| Total                   | Total                                 | 4 609 | 100,00 / 100,00 |      |
| Eleitorado/Participação | Eleitorado/Participação               | 7 795 | 59,13 / 100,00  | 0,43 |

#### Venteira
| Partido                 | Partido                               | Votos  | %               | +/-  |
| ----------------------- | ------------------------------------- | ------ | --------------- | ---- |
|                         | Partido Social Democrata              | 3 575  | 33,56 / 100,00  | 9,69 |
|                         | Partido Socialista                    | 3 109  | 29,19 / 100,00  | 7,95 |
|                         | CDS – Partido Popular                 | 1 350  | 12,67 / 100,00  | 1,91 |
|                         | Coligação Democrática Unitária        | 1 167  | 10,96 / 100,00  | 0,10 |
|                         | Bloco de Esquerda                     | 566    | 5,31 / 100,00   | 5,78 |
|                         | Partido pelos Animais e pela Natureza | 150    | 1,41 / 100,00   | Novo |
|                         | PCTP/MRPP                             | 106    | 1,00 / 100,00   | 0,16 |
|                         | Outros                                | 212    | 1,98 / 100,00   |      |
| Votos Inválidos         | Votos Inválidos                       | 417    | 3,92 / 100,00   | 0,60 |
| Total                   | Total                                 | 10 652 | 100,00 / 100,00 |      |
| Eleitorado/Participação | Eleitorado/Participação               | 17 044 | 62,50 / 100,00  | 0,12 |